# Szczuczyn (gemeente)
De gemeente Szczuczyn is een stad- en landgemeente in het Poolse woiwodschap Podlachië, in powiat Grajewski.
De zetel van de gemeente is in Szczuczyn.
Op 30 juni 2004 telde de gemeente 6717 inwoners.

## Oppervlakte gegevens
In 2002 bedroeg de totale oppervlakte van gemeente Szczuczyn 115,72 km², waarvan:
- agrarisch gebied: 77%
- bossen: 16%

De gemeente beslaat 11,96% van de totale oppervlakte van de powiat.

## Demografie
Stand op 30 juni 2004:
| Omschrijving                   | Totaal | Totaal | Vrouwen | Vrouwen | Mannen | Mannen |
| ------------------------------ | ------ | ------ | ------- | ------- | ------ | ------ |
| eenheid                        | aantal | %      | aantal  | %       | aantal | %      |
| inwoners                       | 6717   | 100    | 3330    | 49,6    | 3387   | 50,4   |
| bevolkingsdichtheid (inw./km²) | 58     | 58     | 28,8    | 28,8    | 29,3   | 29,3   |

In 2002 bedroeg het gemiddelde inkomen per inwoner 1344,92 zł.

## Plaatsen
Adamowo, Bajwaki, Balcer, Bęćkowo, Brzeźno, Bzury, Chojnowo, Czarnowo, Czarnówek, Danowo, Dołęgi, Gubernia, Gutki, Jambrzyki, Kapkarz, Koniecki Małe, Koniecki-Rostroszewo, Kurki, Lipnik, Mazewo, Miętusewo, Milewo, Niećkowo, Niedźwiadna, Niedźwiedzkie, Nowe Zacieczki, Obrytki, Przeszkoda, Rakowo, Skaje, Sokoły, Stare Guty, Szczuczyn, Świdry-Awissa, Tarachy, Wólka, Zacieczki, Załuski, Zimna Woda, Zofiówka.

## Aangrenzende gemeenten
Biała Piska, Grabowo, Grajewo, Prostki, Wąsosz

## Stedenband
- Kovel, Oekraïne